# Capricci di miliardario
Capricci di miliardario ovvero Milionario Chauffeur (The Ruling Passion) è un film muto del 1922 diretto da F. Harmon Weight. Da Idle Hands, una storia di Earl Derr Biggers da cui, nel 1931, venne tratto un remake diretto da John G. Adolfi con protagonista sempre George Arliss.

## Trama
Un magnate dell'auto viene indotto a ritirarsi dagli affari dalle insistenze del medico e della famiglia. Non volendo diventare un pensionato nullafacente, assume un'altra identità, mettendosi in affari con un giovane architetto senza un soldo. I due aprono una pompa di benzina, ma un rivale poco scrupoloso tenta di rovinarli. Il milionario però trova il modo di vincere il duello. Il suo socio, intanto, comincia a frequentare una bella ragazza, cliente della pompa di benzina, che aveva conosciuto ai tempi dell'università. Alla fine, verrà a sapere che la ragazza è la figlia del socio, che gli confesserà la sua vera identità. I due giovani si sposeranno.

## Produzione
Il film fu prodotto dalla Distinctive Productions.

## Distribuzione
Negli Stati Uniti, venne distribuito dall'United Artists che lo presentò in prima a New York il 22 gennaio 1922, facendolo poi uscire nelle sale il 19 febbraio.

## Versioni cinematografiche
Da Idle Hands di Earl Derr Biggers vennero tratti tre adattamenti per gli schermi:
- 1922 The Ruling Passion di F. Harmon Weight (UA) con George Arliss
- 1931 The Millionaire di John G. Adolfi (WB) con George Arliss
- 1947 That Way with Women di Frederick de Cordova (WB) con Sydney Greenstreet